# Mistrzostwa Europy w Kajakarstwie 2010
Mistrzostwa Europy w Kajakarstwie  odbyły się w dniach 2-4 lipca 2010 roku w Avilés (Hiszpania).

## Tabela medalowa
| Miejsce | Państwo         | Złoto | Srebro | Brąz | Razem |
| ------- | --------------- | ----- | ------ | ---- | ----- |
| 1       | Niemcy          | 6     | 4      | 5    | 15    |
| 2       | Węgry           | 6     | 4      | 2    | 12    |
| 3       | Wielka Brytania | 4     | 0      | 1    | 5     |
| 4       | Białoruś        | 3     | 1      | 3    | 8     |
| 5       | Litwa           | 2     | 0      | 0    | 2     |
| 6       | Rosja           | 1     | 4      | 2    | 7     |
| 7       | Azerbejdżan     | 1     | 1      | 0    | 2     |
| 8       | Rumunia         | 1     | 0      | 1    | 2     |
| 9       | Hiszpania       | 0     | 3      | 2    | 6     |
| 10      | Francja         | 0     | 2      | 0    | 2     |
| 11      | Polska          | 0     | 1      | 3    | 4     |
| 12      | Słowacja        | 0     | 1      | 1    | 2     |
| 13      | Szwecja         | 0     | 1      | 0    | 1     |
| 13      | Ukraina         | 0     | 1      | 0    | 1     |
| 15      | Dania           | 0     | 0      | 1    | 1     |
| 15      | Portugalia      | 0     | 0      | 1    | 1     |
| 17      | Czechy          | 0     | 0      | 1    | 1     |
| Razem   | Razem           | 24    | 24     | 24   | 72    |

## Medaliści

### Mężczyźni

#### Kanadyjki
| Konkurencja | Złoto                                                                           | Czas      | Srebro                                                                                    | Czas      | Brąz                                                                 | Czas      |
| C-1 200 m   | Jevgenijus Šuklinas                                                             | 40,031    | Jurij Czeban                                                                              | 40,305    | Iwan Sztyl                                                           | 40,334    |
| C-1 500 m   | Dzianis Harasza                                                                 | 1:48,259  | Mathieu Goubel                                                                            | 1:49,876  | Tomasz Wylenzek                                                      | 1:50,489  |
| C-1 1000 m  | Sebastian Brendel                                                               | 3:59,106  | Mathieu Goubel                                                                            | 3:59,996  | Pál Sarudi                                                           | 4:00,786  |
| C-1 5000 m  | Ronald Verch                                                                    | 23:10,386 | Jose Luis Bouza Pregal                                                                    | 23,18,546 | Marian Ostrcil                                                       | 23:20,018 |
| C-2 200 m   | Litwa · Tomas Gadeikis · Raimundas Labuckas                                     | 35,940    | Rosja · Jewgenij Ignatow · Iwan Sztyl                                                     | 36,322    | Białoruś · Dmitrij Rabczanka · Alaksandr Wauczeski                   | 37,096    |
| C-2 500 m   | Rumunia · Silviu Dumitrescu · Victor Mihalachi                                  | 1:38,642  | Azerbejdżan · Sergiej Bezugli · Maksim Prokopenko                                         | 1:38,825  | Białoruś · Dmitrij Rabczanka · Alaksandr Wauczeski                   | 1:39,017  |
| C-2 1000 m  | Azerbejdżan · Siergiej Bezugli · Maksim Prokopenko                              | 3:34,115  | Rosja · Aleksiej Korowaszkow · Ilija Perwuczin                                            | 3:34,745  | Rumunia · Silviu Dumitrescu · Victor Mihalachi                       | 3:34,930  |
| C-4 1000 m  | Rosja · Aleksandr Kostogłod · Maksim Opalew · Paweił Pietrow · Kirił Szamszurin | 3:17,363  | Białoruś · Dzianis Harasza · Dmitrij Rabczanka · Dmitrij Waiziszkin · Alaksandr Wauczeski | 3:18,438  | Niemcy · Erik Rebstock · Ronald Verch · Chris Wend · Tomasz Wylenzek | 3:19,084  |

#### Kajaki
| Konkurencja | Złoto                                                                  | Czas      | Srebro                                                                | Czas      | Brąz                                                            | Czas      |
| K-1 200 m   | Edward McKeever                                                        | 35,580    | Ronald Rauhe                                                          | 35,747    | Piotr Siemionowski                                              | 36,127    |
| K-1 500 m   | Tamás Szalai                                                           | 1:38,072  | Anders Gustafsson                                                     | 1:38,881  | Max Hoff                                                        | 1:39,062  |
| K-1 1000 m  | Max Hoff                                                               | 3:33,018  | Oleg Jurenja                                                          | 3:34,148  | René Holten Poulsen                                             | 3:35,228  |
| K-1 5000 m  | Aleksiej Jurenja                                                       | 19:55,607 | Max Hoff                                                              | 19:58,904 | Ilja Miedwiediew                                                | 20:16,564 |
| K-2 200 m   | Wielka Brytania · Liam Heath · Jonathan Schofield                      | 31,872    | Hiszpania · Saúl Craviotto · Carlos Pérez                             | 31,910    | Węgry · István Beé · Rudolf Dombi                               | 32,201    |
| K-2 500 m   | Białoruś · Wadzim Machnieu · Raman Piatruszczenka                      | 1:28,818  | Hiszpania · Saúl Craviotto · Carlos Pérez                             | 1:29,258  | Portugalia · Fernando Pimenta · Emanuel Silva                   | 1:29,658  |
| K-2 1000 m  | Niemcy · Martin Hollstein · Andreas Ihle                               | 3:11,283  | Węgry · Zoltán Kammerer · Ákos Vereckei                               | 3:12,198  | Hiszpania · Diego Cosgaya · Emilio Merchan                      | 3:13,843  |
| K-4 1000 m  | Niemcy · Hendrik Bertz · Norman Bröckl · Marcus Gross · Tim Wieskötter | 2:54,961  | Węgry · Rudolf Dombi · Gergely Hadvina · Roland Kokeny · Tamás Szalai | 2:54,961  | Czechy · Daniel Havel · Ondřej Horský · Jan Souček · Jan Štěrba | 2:55,316  |

### Kobiety

#### Kajaki
| Konkurencja | Złoto                                                                            | Czas      | Srebro                                                                 | Czas      | Brąz                                                                          | Czas      |
| K-1 200 m   | Natasa Janics                                                                    | 40,405    | Marta Walczykiewicz                                                    | 40,505    | Teresa Portela                                                                | 40,591    |
| K-1 500 m   | Danuta Kozák                                                                     | 1:49,010  | Katrin Wagner-Augustin                                                 | 1:49,250  | Rachel Cawthorn                                                               | 1:49,564  |
| K-1 1000 m  | Rachel Cawthorn                                                                  | 3:58,346  | Franziska Weber                                                        | 4:00,806  | Beata Mikołajczyk                                                             | 4:01,276  |
| K-1 5000 m  | Lani Belcher                                                                     | 22:22,457 | Tamara Csipes                                                          | 22:29,359 | Maryna Pautaran                                                               | 22:33,297 |
| K-2 200 m   | Węgry · Natasa Janics · Katalin Kovács                                           | 37,668    | Słowacja · Ivana Kmetova · Martina Kohlová                             | 38,059    | Niemcy · Fanny Fischer · Carolin Leonhardt                                    | 38,090    |
| K-2 500 m   | Węgry · Natasa Janics · Katalin Kovács                                           | 1:39,627  | Rosja · Juliana Sałachowa · Anastazja Siergiejewa                      | 1:40,190  | Polska · Marta Walczykiewicz · Ewelina Wojnarowska                            | 1:41,678  |
| K-2 1000 m  | Węgry · Tamara Csipes · Gabriella Szabó                                          | 3:34,659  | Rosja · Juliana Sałachowa · Anastazja Siergiejewa                      | 3:36,254  | Niemcy · Tina Dietze · Carolin Leonhardt                                      | 3:38,769  |
| K-4 500 m   | Niemcy · Tina Dietze · Fanny Fischer · Nicole Reinhardt · Katrin Wagner-Augustin | 1:30,719  | Węgry · Dalma Benedek · Tamara Csipes · Danuta Kozák · Gabriella Szabó | 1:30,805  | Hiszpania · Beatriz Manchon · Sonia Molanes · Teresa Portela · Jana Šmidáková | 1:32,914  |